# Gore od ljubavi
Gore od ljubavi (cyr. Горе од љубави) – dwunasty album studyjny serbskiej piosenkarki Cecy Ražnatović. Płyta ukazała się 24 maja 2004 roku nakładem wytwórni Miligram Music oraz Ceca Music. Materiał nagrywano w studio BS Group należącym do Zorana Kiki Lesendricia oraz w studio RTV Pink. Album promowała trasa koncertowa Ceca 2005.

## Lista utworów
| Nr  | Tytuł utworu                     | Słowa                                   | Muzyka                | Długość |
| --- | -------------------------------- | --------------------------------------- | --------------------- | ------- |
| 1.  | „Gore od ljubavi”                | Marina Tucaković, Ljiljana Jorgovanović | Aleksandar Milić Mili | 4:10    |
| 2.  | „Prljavo, prljavo”               | Marina Tucaković                        | Aleksandar Milić Mili | 3:17    |
| 3.  | „Ne guši me”                     | Marina Tucaković                        | Aleksandar Milić Mili | 3:22    |
| 4.  | „Trula višnja”                   | Marina Tucaković                        | Aleksandar Milić Mili | 4:40    |
| 5.  | „Plan B”                         | Marina Tucaković                        | Aleksandar Milić Mili | 3:36    |
| 6.  | „Zamalo”                         | Marina Tucaković, Ljiljana Jorgovanović | Aleksandar Milić Mili | 2:57    |
| 7.  | „Pazi sa kim spavaš”             | Marina Tucaković                        | Aleksandar Milić Mili | 4:05    |
| 8.  | „Stereo bol”                     | Marina Tucaković, Ljiljana Jorgovanović | Aleksandar Milić Mili | 4:55    |
| 9.  | „Neću dugo”                      | Marina Tucaković                        | Aleksandar Milić Mili | 4:22    |
| 10. | „Pepeljara”                      | Marina Tucaković, Ljiljana Jorgovanović | Aleksandar Milić Mili | 4:31    |
| 11. | „Od tebe ne znam da se oporavim” | Marina Tucaković                        | Boban Serafimovski    | 3:56    |
|     |                                  |                                         |                       | 43:51   |

## Wideografia
- Gore od ljubavi
- Trula višnja

## Inne informacje
Na płycie znalazł się 11 minutowy film dokumentalny autorstwa Ognjena Amidžicia, opowiadający o nagrywaniu i produkcji albumu.

## Twórcy
- Ceca Ražnatović – śpiew
- Aleksandra Radović – wokal wspierający (piosenki 1-8, 10, 11)
- Ana Petrović – wokal wspierający (piosenka 9)
- Aleksandar Milić Mili – wokal wspierający (piosenka 9), aranżacje, produkcja muzyczna
- Petar Trumbetaš, Nenad Gajin, Branko Bane Kljajić – gitara akustyczna, gitara elektryczna, buzuki
- Aleksandar Krsmanović – akordeon
- Orkiestra Dejana Petrovića – instrumenty dęte
- Milorad Milovanović Miško – skrzypce
- Aleksandar Banjac – fortepian (piosenka 9)
- Goran Radinović – instrumenty klawiszowe, programowanie (rytm)
- Igor Malešević – programowanie (rytm)
- Bojan Vasić – instrumenty klawiszowe
- Nenad Dragičević – inżynier dźwięku
- Dragan Vukičević – inżynier dźwięku
- Janez Križaj – inżynier dźwięku (postprodukcja)
- Zoran Kiki Lesendrić – konsultant techniczny
- Siniša Grahovac – opracowanie graficzne
- Nebojša Babić – fotografie[1]